# Jonas Olsson
Jonas Olsson (Landskrona, Suecia, 10 de marzo de 1983) es un exfutbolista sueco. Jugaba de defensa y fue profesional entre 2003 y 2019.

## Selección nacional
Fue internacional con la selección de fútbol de Suecia en 25 ocasiones y marcó un gol.

### Participaciones en Eurocopas
| Eurocopa      | Sede              | Resultado    |
| ------------- | ----------------- | ------------ |
| Eurocopa 2012 | Polonia y Ucrania | Primera fase |

## Clubes
| Club                       | País         | Año       |
| -------------------------- | ------------ | --------- |
| Landskrona BoIS            | Suecia       | 2003-2005 |
| NEC Nijmegen               | Países Bajos | 2005-2008 |
| West Bromwich Albion F. C. | Inglaterra   | 2008-2017 |
| Djurgårdens IF Fotboll     | Suecia       | 2017-2018 |
| Wigan Athletic F. C.       | Inglaterra   | 2019      |